# بالنگی (ویرجینیای غربی)
بالنگی (به انگلیسی: Ballengee) یک منطقهٔ مسکونی در ایالات متحده آمریکا است که در ویرجینیای غربی واقع شده‌است. بالنگی ۵۷۷٫۹۱ متر بالاتر از سطح دریا واقع شده‌است.